# Montol (peuple)
Pour les articles homonymes, voir Montol.
Les Montol sont une population d'Afrique de l'Ouest vivant au centre du Nigeria dans l'État du Plateau.

## Langue
Leur langue est le montol, dont le nombre de locuteurs était estimé à 21 900 en 1990.

## Culture

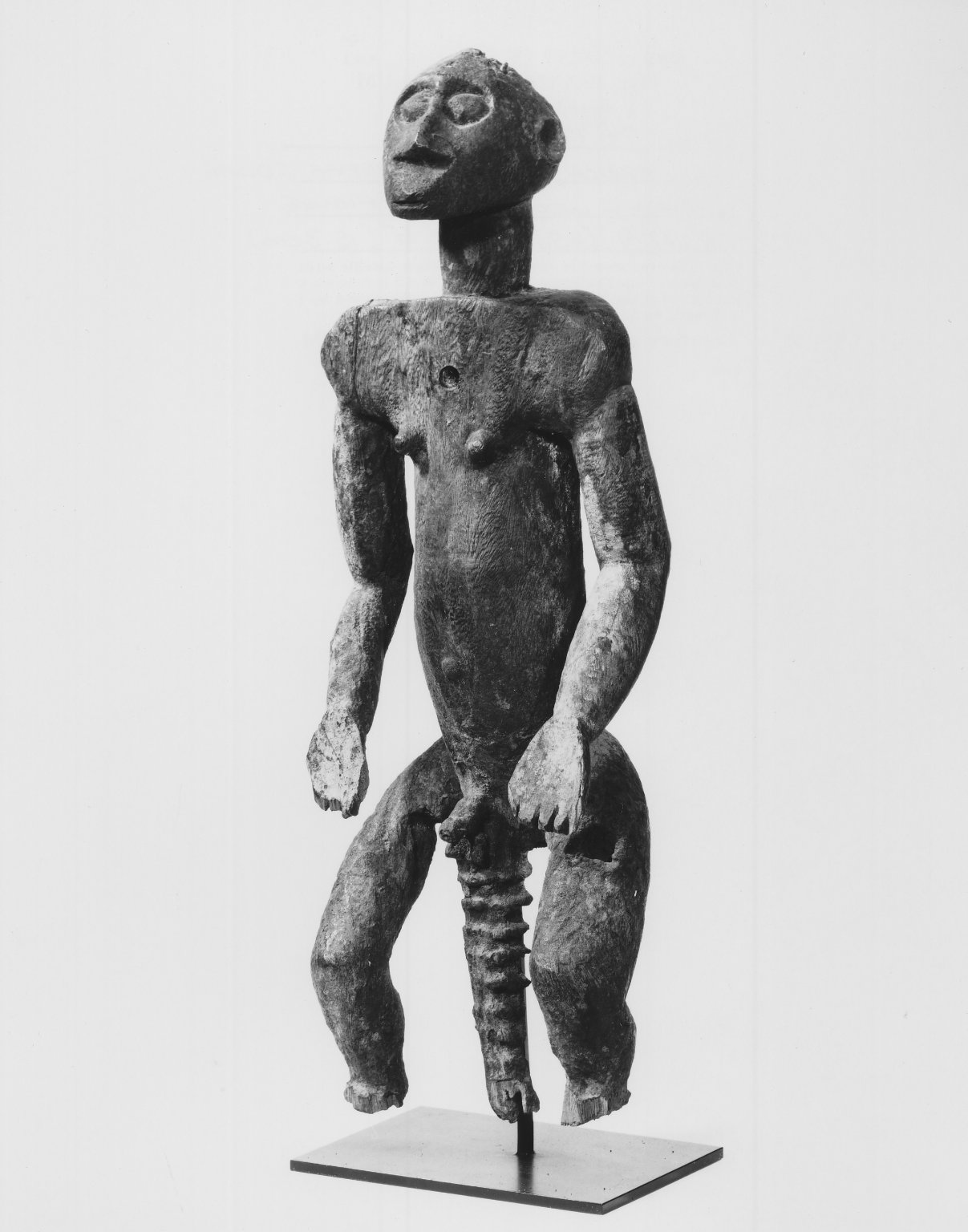
Statue masculine
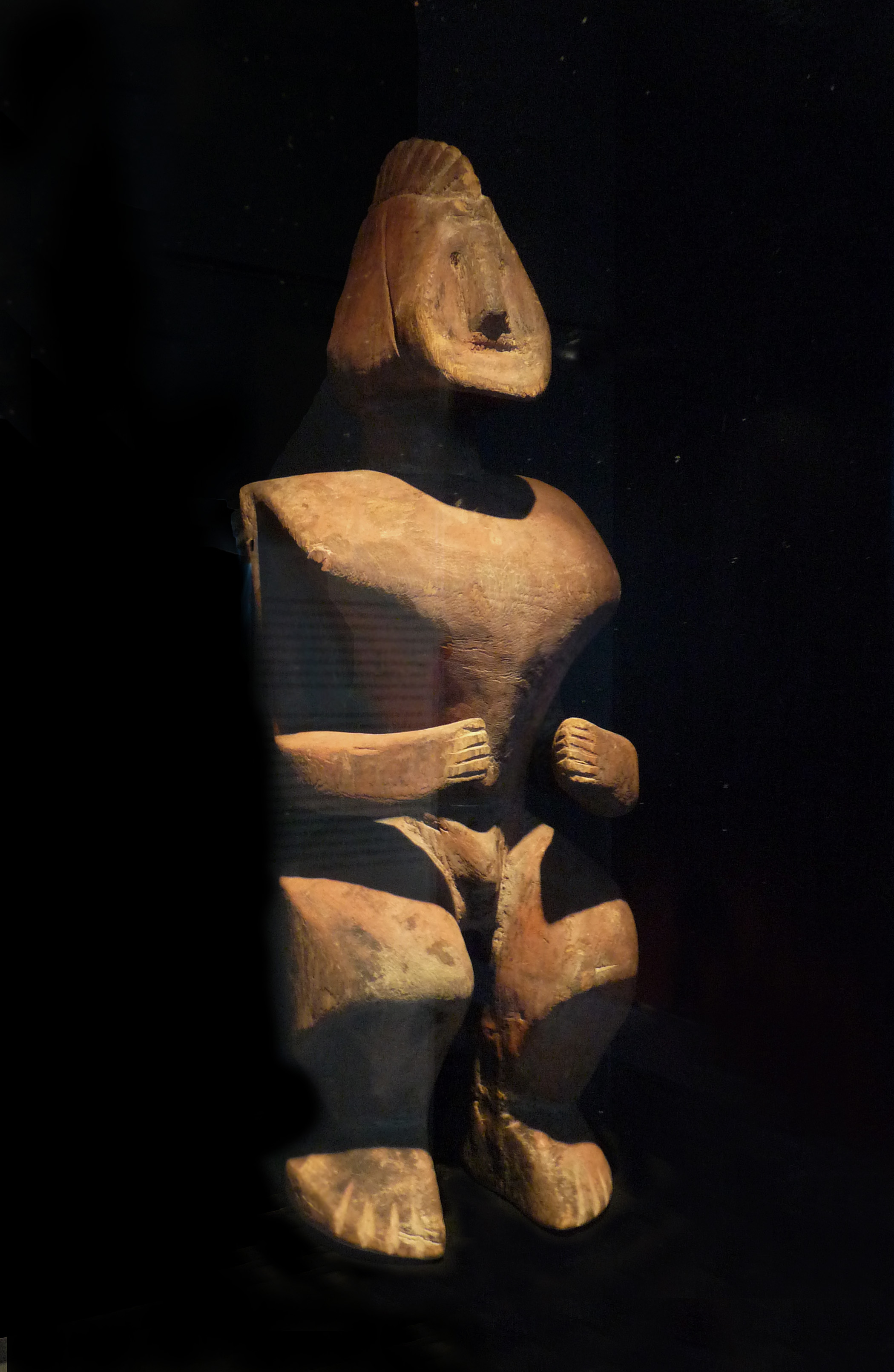
Sculpture féminine
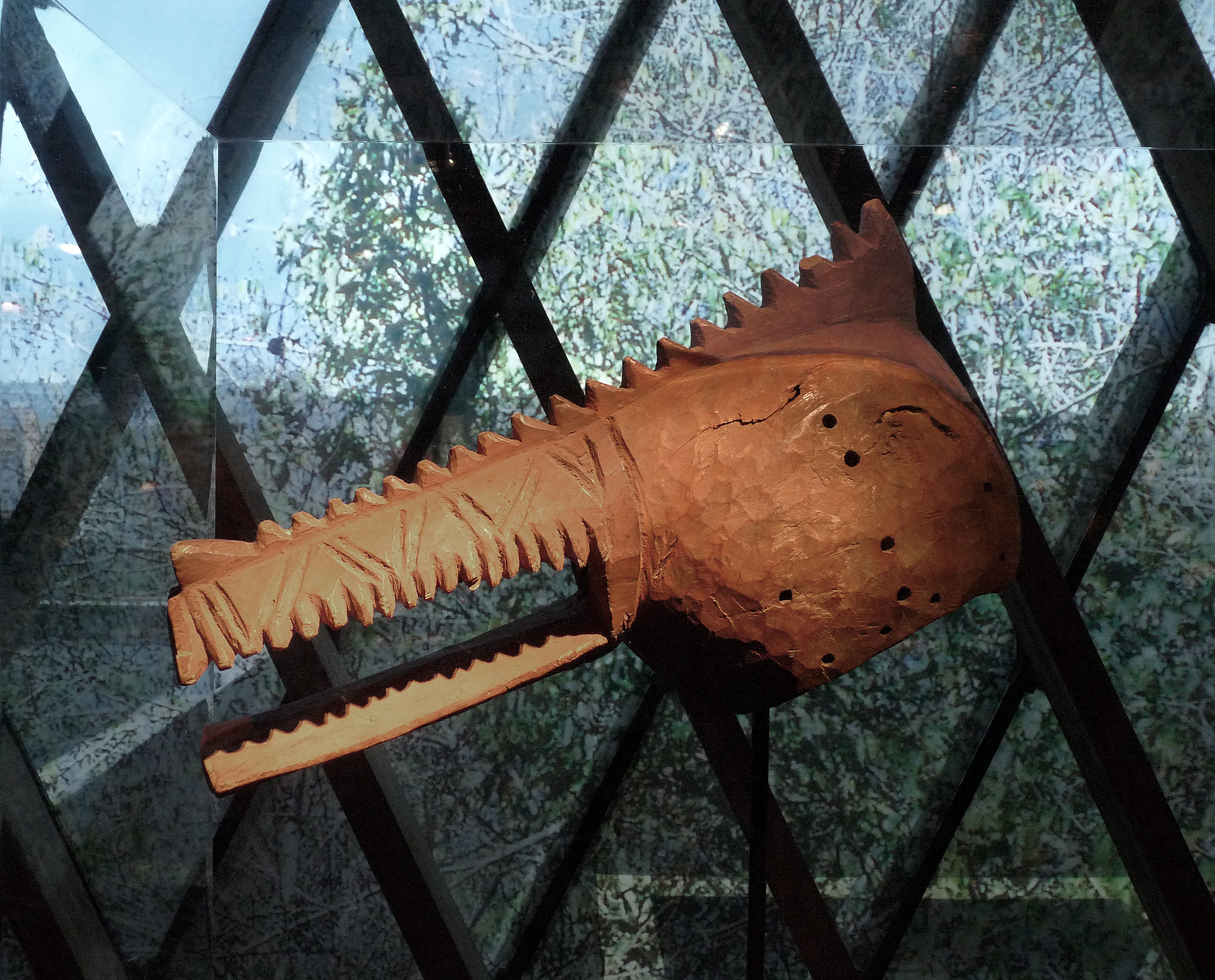
Masque horizontal Gugwom